# Schloss Bad Lauchstädt

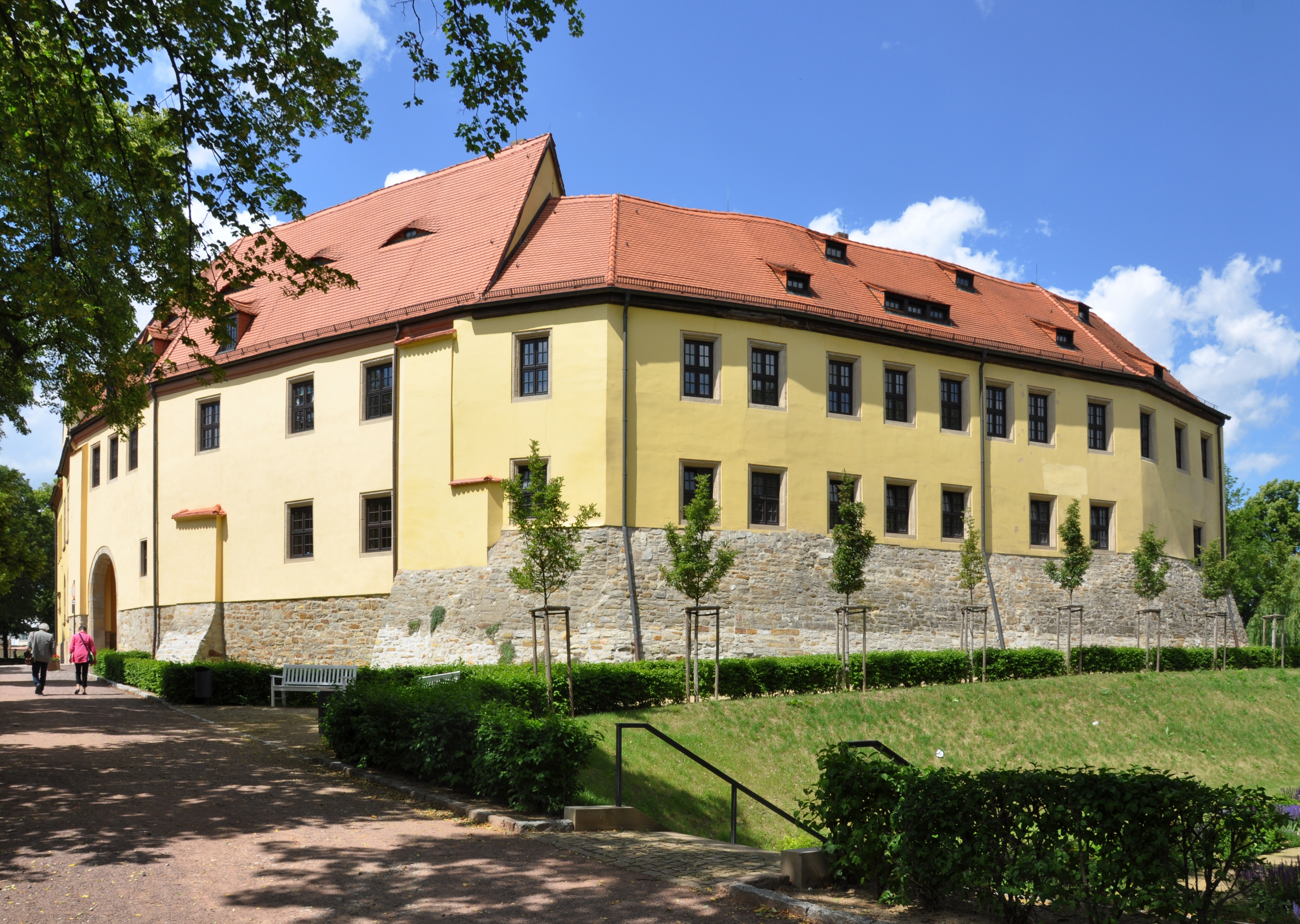
Schloss Lauchstädt

Das Schloss Bad Lauchstädt ist ein denkmalgeschütztes Bauwerk in der Stadt Bad Lauchstädt im Saalekreis in Sachsen-Anhalt. Im örtlichen Denkmalverzeichnis ist das Schloss unter der Erfassungsnummer 094 20658 als Baudenkmal verzeichnet. Die Schlossanlage befindet sich in Bad Lauchstädt unter der Adresse Querfurter Straße 10, 12. Die Querfurter Straße trennt die Schlossanlage von der Kuranlage.

## Geschichte

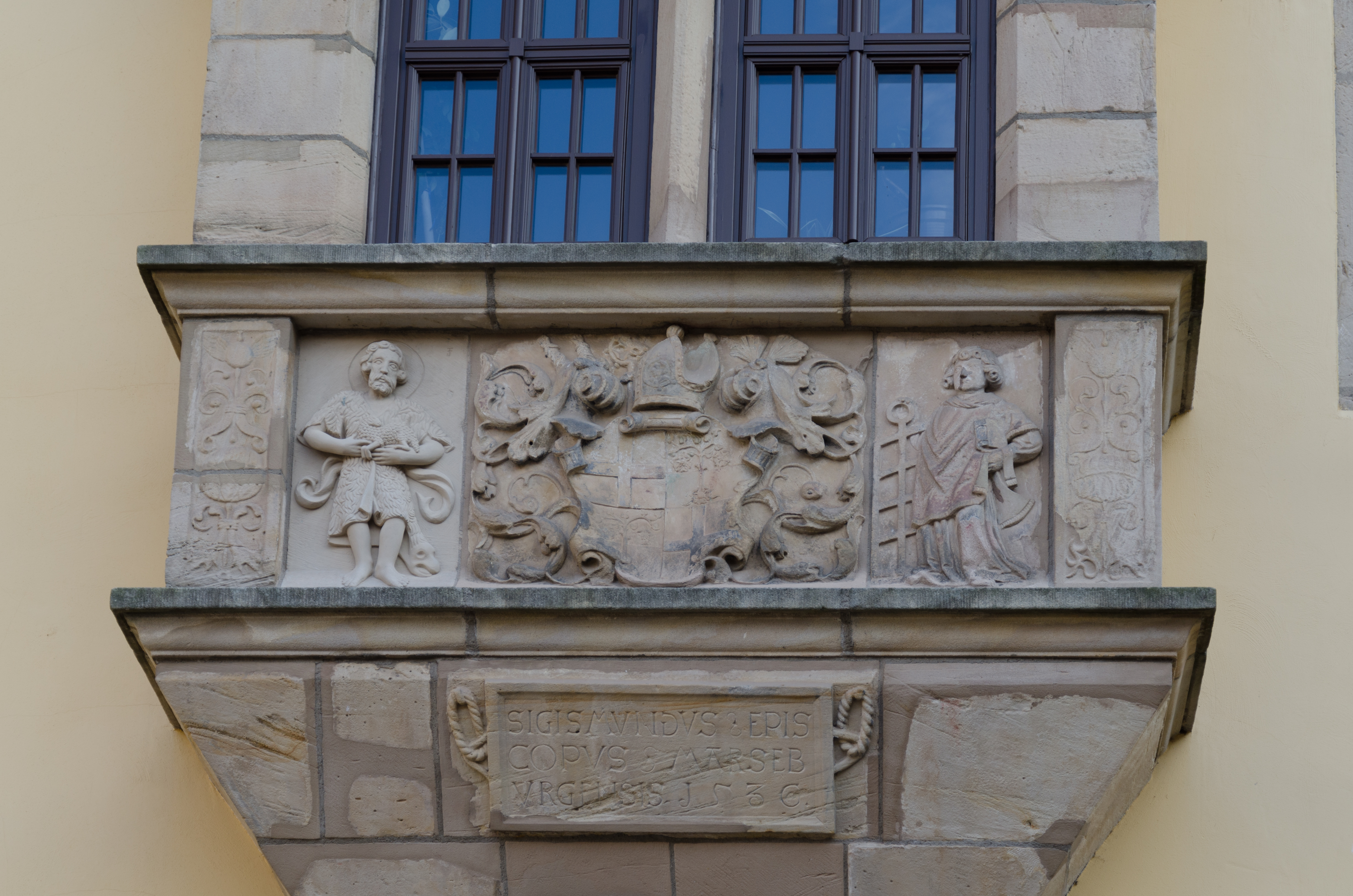
Erker mit Relief auf der Hofseite

Eine Königspfalz des Kaisers Heinrich II. in Bad Lauchstädt wurde bereits im 11. Jahrhundert erwähnt. Im 14. Jahrhundert wird eine Wasserburg im Besitz der Bischöfe von Merseburg erwähnt, die die Wasserburg von 1528 bis 1536 im Renaissance-Stil zu ihrem Wohnsitz umbauen ließen. Das nun als Schloss bezeichnete Bauwerk wurde 1585 instand gesetzt. Herzog Philipp von Sachsen-Merseburg ließ das Schloss 1684 als seinen Wohnsitz wieder aufbauen, nachdem es während des Dreißigjährigen Krieges stark in Mitleidenschaft gezogen worden war. Nach dem Tod des Herzogs 1690 diente es als Witwensitz seiner Ehefrau, bis sie 1704 in das Schloss in Forst zog. Im frühen 18. Jahrhundert diente es als bevorzugte Sommerresidenz der Merseburgischen Herzöge. Während der Zeit von 1775 bis 1780 wurde das Schloss teilweise neu gestaltet.
1903 wurde der Westflügel mit Kapelle durch ein Schulgebäude ersetzt. Das Schloss wurde 1906 um einen Treppenturm erweitert. Im zweigeschossigen Hauptgebäude befinden sich heute Wohnungen mit Stabwerkfenstern und eine Schule. Das ehemalige  Wirtschaftsgebäude an der Nordseite der Schlossanlage dient heute als Stützpunkt der Feuerwehr.

## Anlage
Auf der Hofseite des Gebäudes befindet sich ein Erker von 1536. An der Brüstung des Erkers befindet sich ein Relief mit dem Wappen des Bischofs Sigismund von Lindenau zwischen Darstellungen von Johannes dem Täufer, Stiftspatron von Merseburg, und Laurentius von Rom. Darunter befindet sich eine Inschrift.
Die Kuranlage südlich der Schlossanlage, ebenfalls denkmalgeschützt, entstand 1735 wahrscheinlich nach Plänen von Johann Michael Hoppenhaupt.

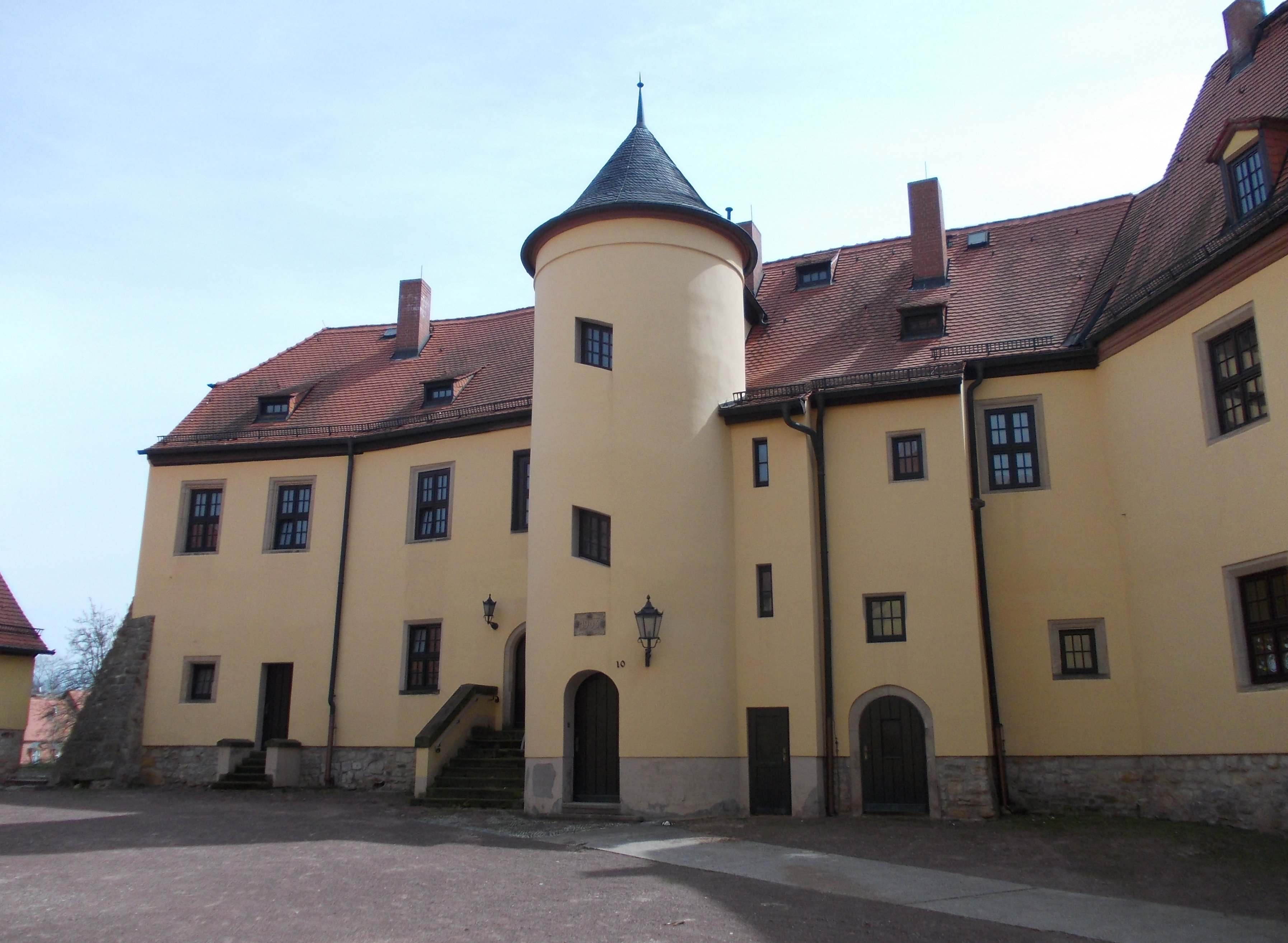
Hof des Schlosses
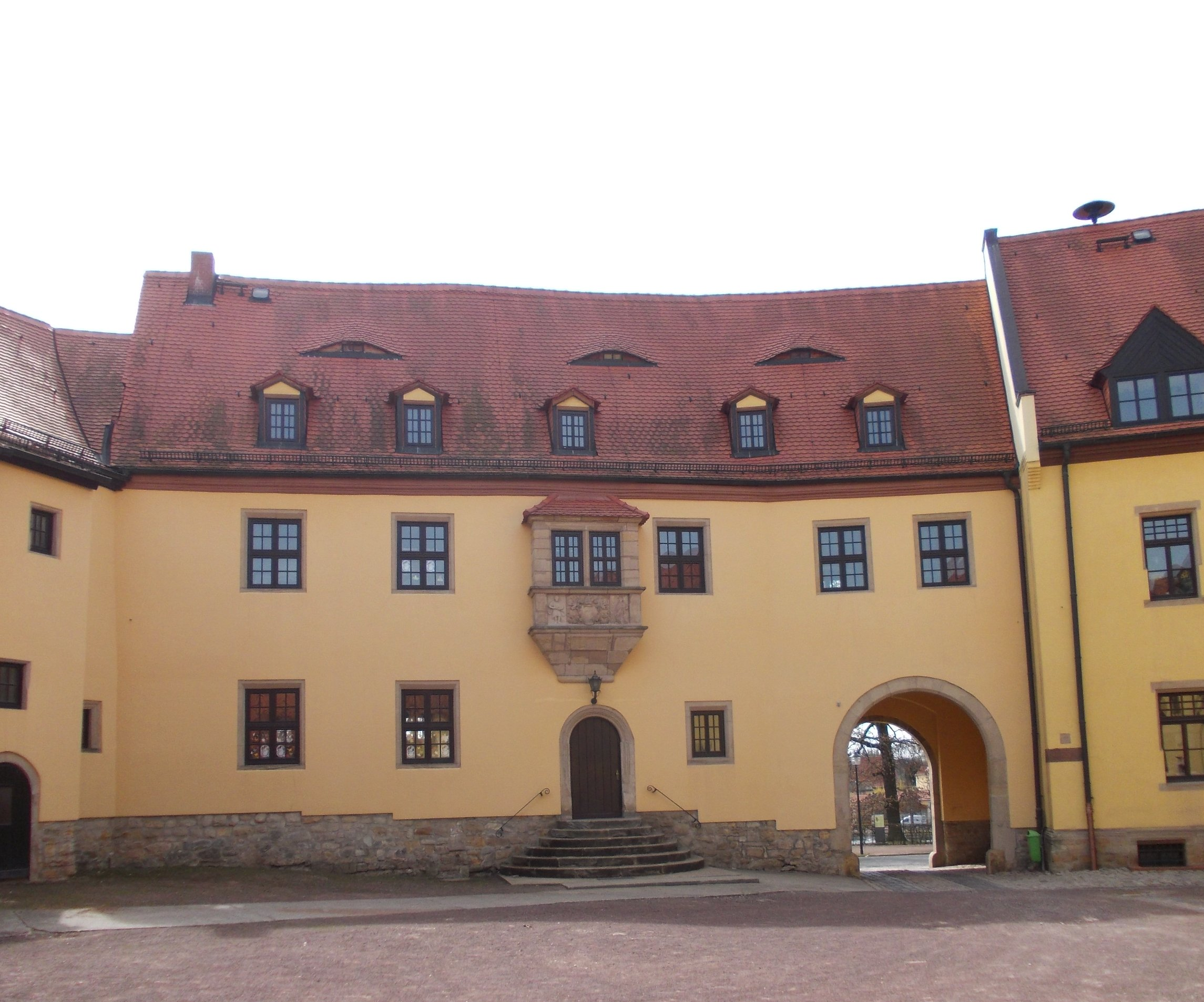
Torflügel mit Erker
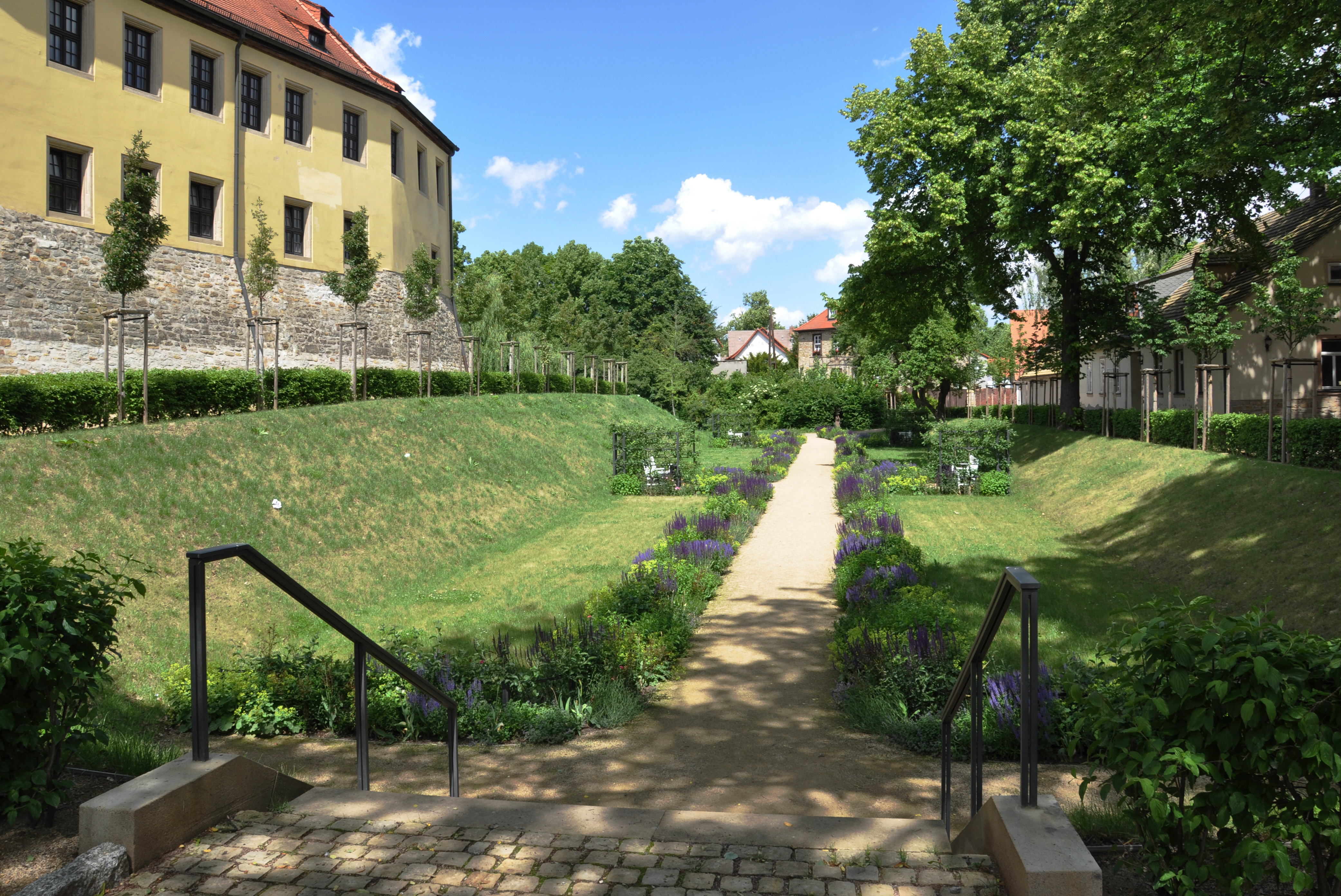
Garten im Schlossgraben
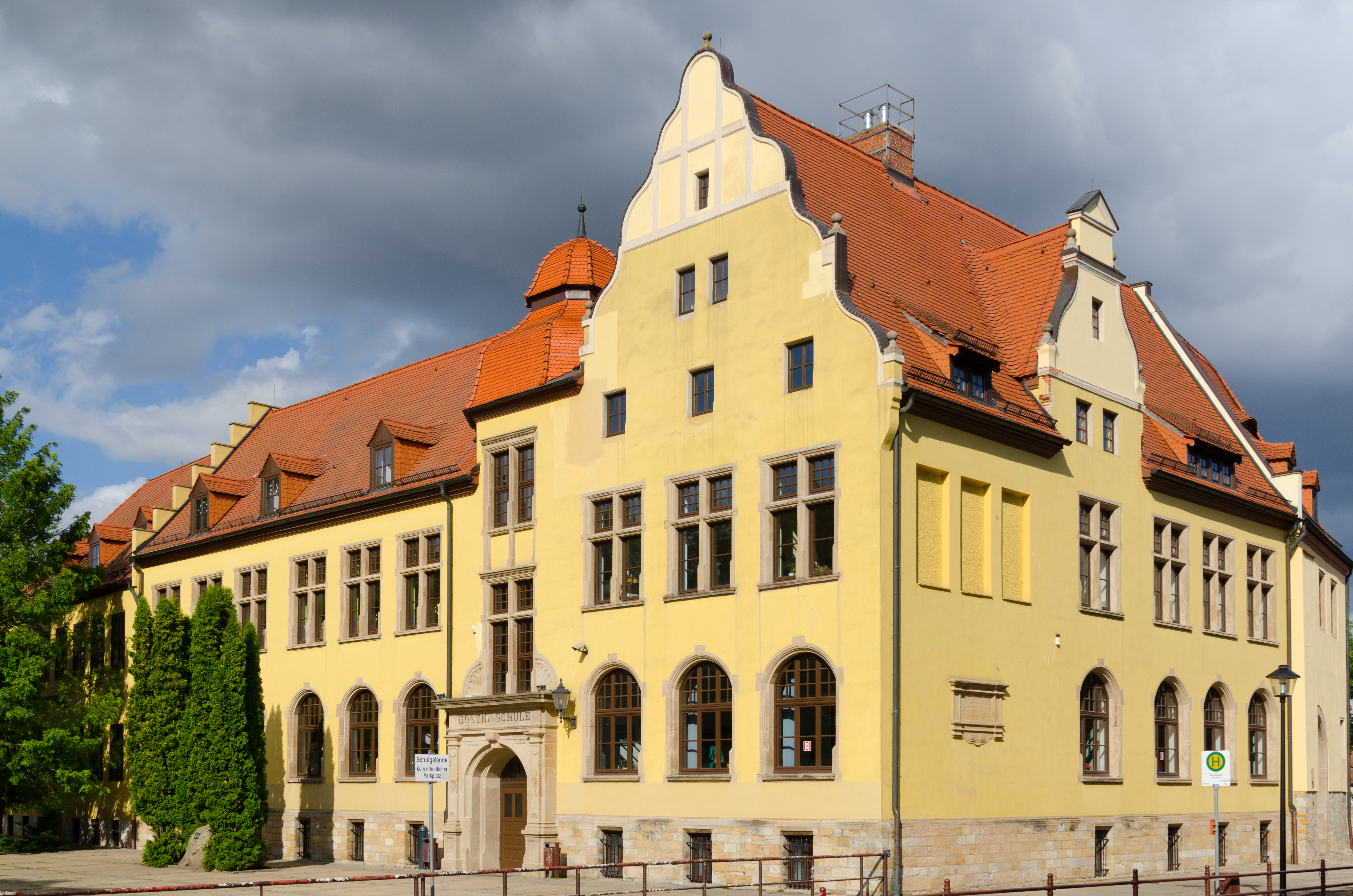
Schulflügel